# 東莞駅
東莞駅（とうかんえき）は中華人民共和国広東省東莞市に位置する中国国家鉄路集団（CR）の駅。2014年1月8日に供用開始。ちなみに、2013年6月20日までの「東莞駅」は現在の常平駅である。
本項では、近接する東莞軌道交通(地下鉄)の東莞火車駅（とうかんかしゃえき）についても記述する。

## 利用可能な鉄道路線
中国国家鉄路集団
広深線
東莞地下鉄
■2号線

## 歴史
- 2014年1月8日 - 中国鉄路総公司の駅が開業。
- 2016年5月27日 - 東莞地下鉄の駅が開業。

## 駅構造

### 中国国家鉄路集団
2面2線の相対式ホームが1面2線の島式ホーム（島式ホーム両側にそれぞれ通過線2線含む）を挟み、合計3面8線を有する高架駅。

#### のりば
| ホーム | 路線   | 種別     | 行き先           |
| ------ | ------ | -------- | ---------------- |
| 1      | 広深線 | 長途客車 | 常平・深圳方面   |
| 2      | 広深線 | 長途客車 | 広州東・広州方面 |
| 3      | 広深線 | 城際列車 | 常平・深圳方面   |
| 4      | 広深線 | 城際列車 | 広州東・広州方面 |

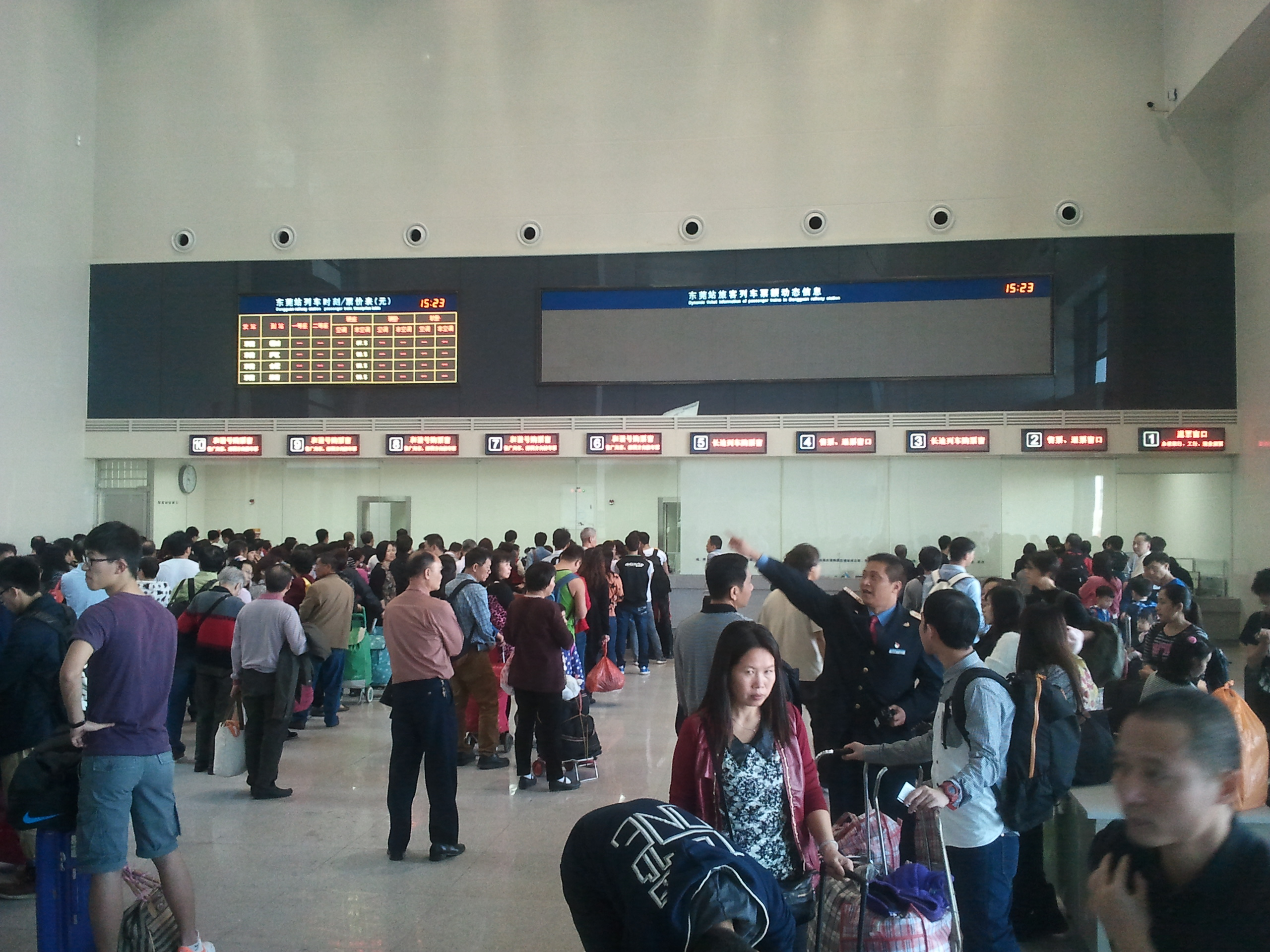
チケット売り場
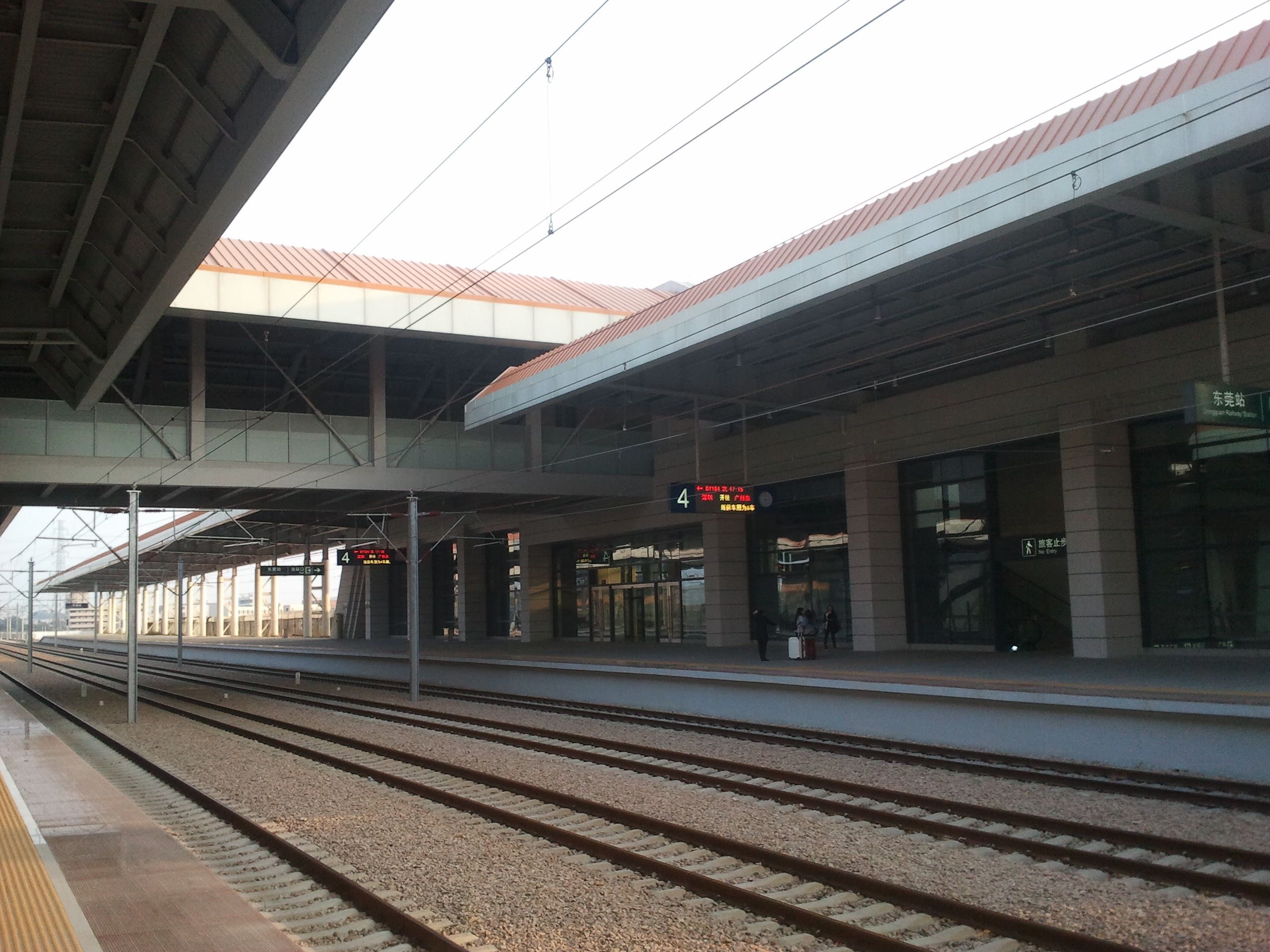
プラットホーム

### 東莞軌道交通
島式ホーム1面2線を有する地下駅。ホーム上にフルハイトタイプのホームドアを有する。

## 隣の駅
中国国家鉄路集団
広深線
石龍駅 - 東莞駅 - 茶山駅
東莞軌道交通
■2号線
東莞火車站駅 - 茶山駅